# Турбіна Дар'є

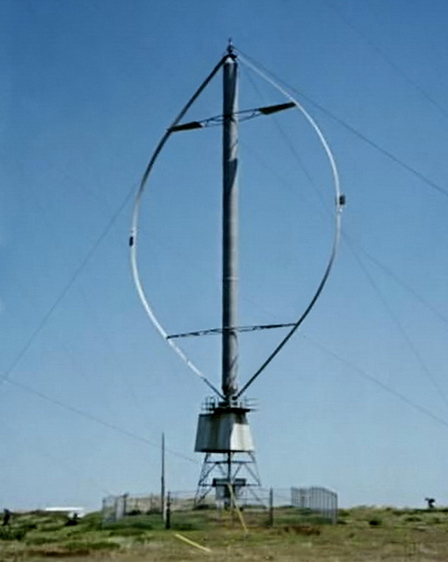
Вітрогенератор з ротором Дар'є

Турбіна Дар'є, Ротор Дар'є (англ. Darrieus rotor) — тип турбіни низького тиску, вісь обертання якої перпендикулярна потоку рідини або газу. Запропонована в 1931 році французьким авіаконструктором Жоржем Дар'є (George Darrieus). Турбіна широко застосовується в вітроенергетиці.

## Пристрій і принцип дії
Ротор являє собою симетричну конструкцію, що складається з двох і більше аеродинамічних крил, закріплених на радіальних балках. На кожне з крил, рухомих щодо потоку, діє підйомна сила, величина якої залежить від кута між вектором швидкості потоку і миттєвої швидкості крила. Максимального значення підйомна сила досягає при ортогональності даних векторів.
З огляду на те, що вектор миттєвої швидкості крила циклічно змінюється в процесі обертання ротора, момент сили, створюваний ротором, також є змінним. Оскільки для виникнення підіймальної сили необхідно рух крил, ротор характеризується поганим самозапуском. Самозапуск поліпшується у разі застосування трьох і більше лопатей.
Недоліком конструкції є високі динамічні навантаження та помітний шум.
Існують модифікації з керованим кутом атаки лопатей турбіни.